# Пюлиньи-Монраше
Пюлиньи́-Монраше́ (фр. Puligny-Montrachet) — коммуна во Франции, находится в регионе Бургундия. Департамент коммуны — Кот-д’Ор. Входит в состав кантона Ноле. Округ коммуны — Бон. Код INSEE коммуны — 21512.
Между Пюлиньи и посёлком Шассань расположены знаменитые виноградники престижного аппелласьона Монраше. «Дорога великих виноградников» далее ведёт на север через Мёрсо, Вольне и Поммар в сторону города Бон.

## Население
Население коммуны на 2010 год составляло 411 человек.
| 1962 | 1968 | 1975 | 1982 | 1990 | 1999 | 2010 |
| ---- | ---- | ---- | ---- | ---- | ---- | ---- |
| 644  | 597  | 528  | 528  | 466  | 464  | 411  |

## Экономика
В 2010 году среди 258 человек трудоспособного возраста (15—64 лет) 192 были экономически активными, 66 — неактивными (показатель активности — 74,4 %, в 1999 году было 74,9 %). Из 192 активных жителей работали 176 человек (95 мужчин и 81 женщина), безработных было 16 (5 мужчин и 11 женщин). Среди 66 неактивных 18 человек были учениками или студентами, 34 — пенсионерами, 14 были неактивными по другим причинам.